# Estación de À Punt
À Punt es una estación de la línea 4 de Metrovalencia inaugurada en el año 2005. Se encuentra en la avenida de la Universidad del municipio de Burjasot, junto a la Escuela Técnica Superior de Ingeniería (À Punt Media), donde se levantan los dos andenes a ambos lados de las vías del tranvía. 
Es la primera estación de un ramal inaugurado en 2005 que une la Corporación Valenciana de Medios de Comunicación (sucesora de la extinta Radiotelevisión Valenciana) con más del Rosari, en el barrio de La Coma, y forma parte del ramal que une Lloma Llarga-Terramelar con Empalme.